# Callionima
Callionima ist eine Gattung der Schmetterlinge aus der Familie der Schwärmer (Sphingidae).

## Merkmale
Die kleinen Falter der Gattung haben ein auffällig einheitliches Erscheinungsbild. Sie haben alle braune Vorderflügel mit einer sichelförmigen Flügelspitze. Auf den Vorderflügeln befindet sich je ein silbrig-weißer irisierender Diskalfleck. Die Flügelmusterung kann je nach Art sehr komplex sein und dient dazu, die Falter am Waldboden zwischen Laub gut zu tarnen. Die Hinterflügel haben eine auffällige grell-orange Grundfarbe. Die Morphologie der Genitalien ähnelt der der Gattung Erinnyis.
Nur von wenigen Arten sind die Raupen bekannt. Sie haben einen langen und schlanken Körper, der sich zum Kopf hin verjüngt. An den Seiten des Körpers befindet sich ein Paar Längsstreifen. Das Analhorn ist gedrungen.

## Vorkommen und Lebensweise
Die Gattung ist unter anderem aus Florida, Mexiko und Costa Rica nachgewiesen. Der Artstatus der einzelnen Arten ist jedoch teilweise noch unklar, weswegen die Verbreitung der einzelnen Arten mitunter ungewiss ist. Die bekannten Raupen ernähren sich von Hundsgiftgewächsen (Apocynaceae).

## Systematik
Weltweit sind elf Arten der Gattung bekannt:
- Callionima acuta (Rothschild & Jordan, 1910)
- Callionima calliomenae (Schaufuss, 1870)
- Callionima denticulata (Schaus, 1895)
- Callionima falcifera (Gehlen, 1943)
- Callionima gracilis (Jordan, 1923)
- Callionima grisescens (Rothschild, 1894)
- Callionima inuus (Rothschild & Jordan, 1903)
- Callionima nomius (Walker, 1856)
- Callionima pan (Cramer, 1779)
- Callionima parce (Fabricius, 1775)
- Callionima ramsdeni (Clark, 1920)

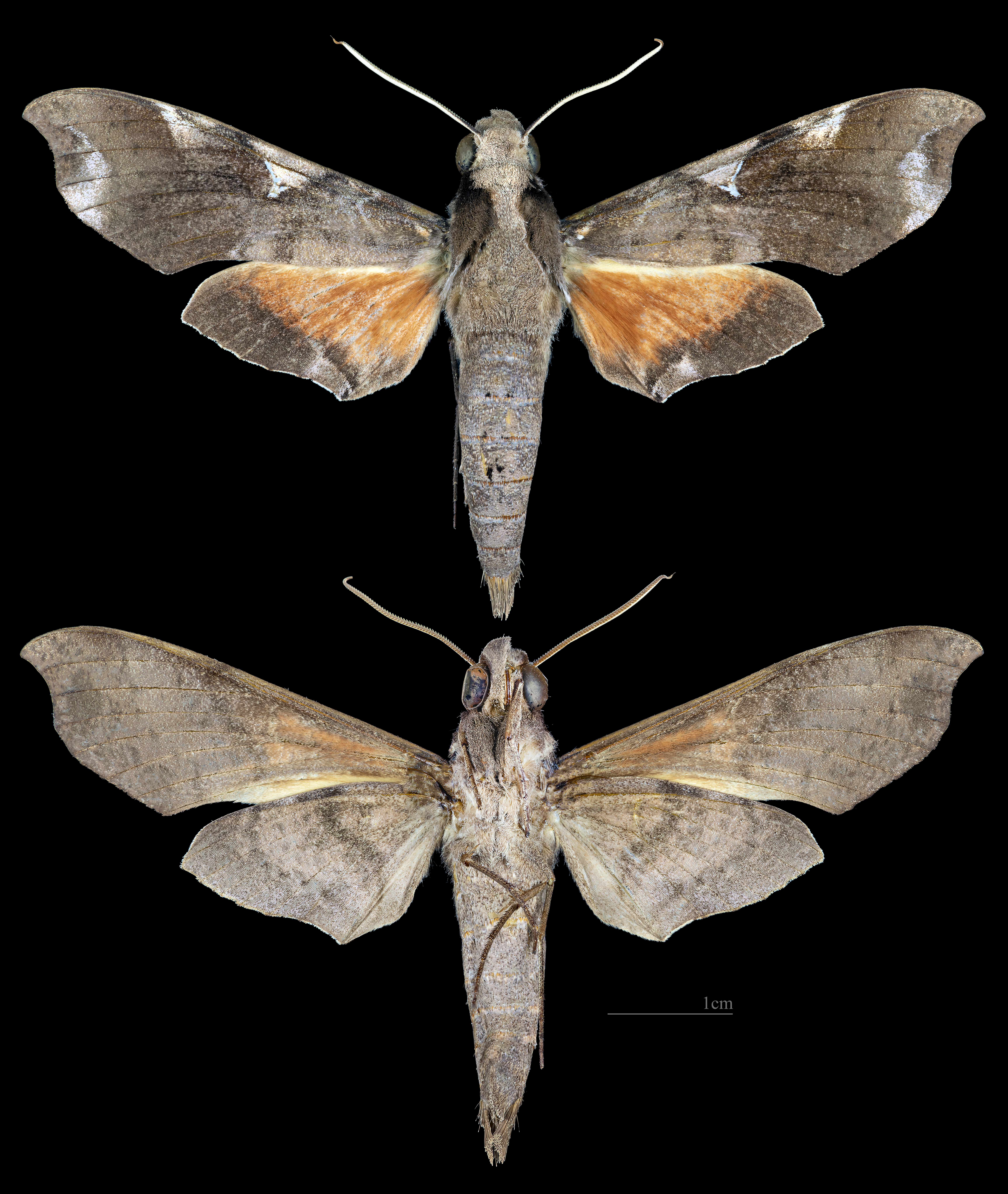
Callionima acuta
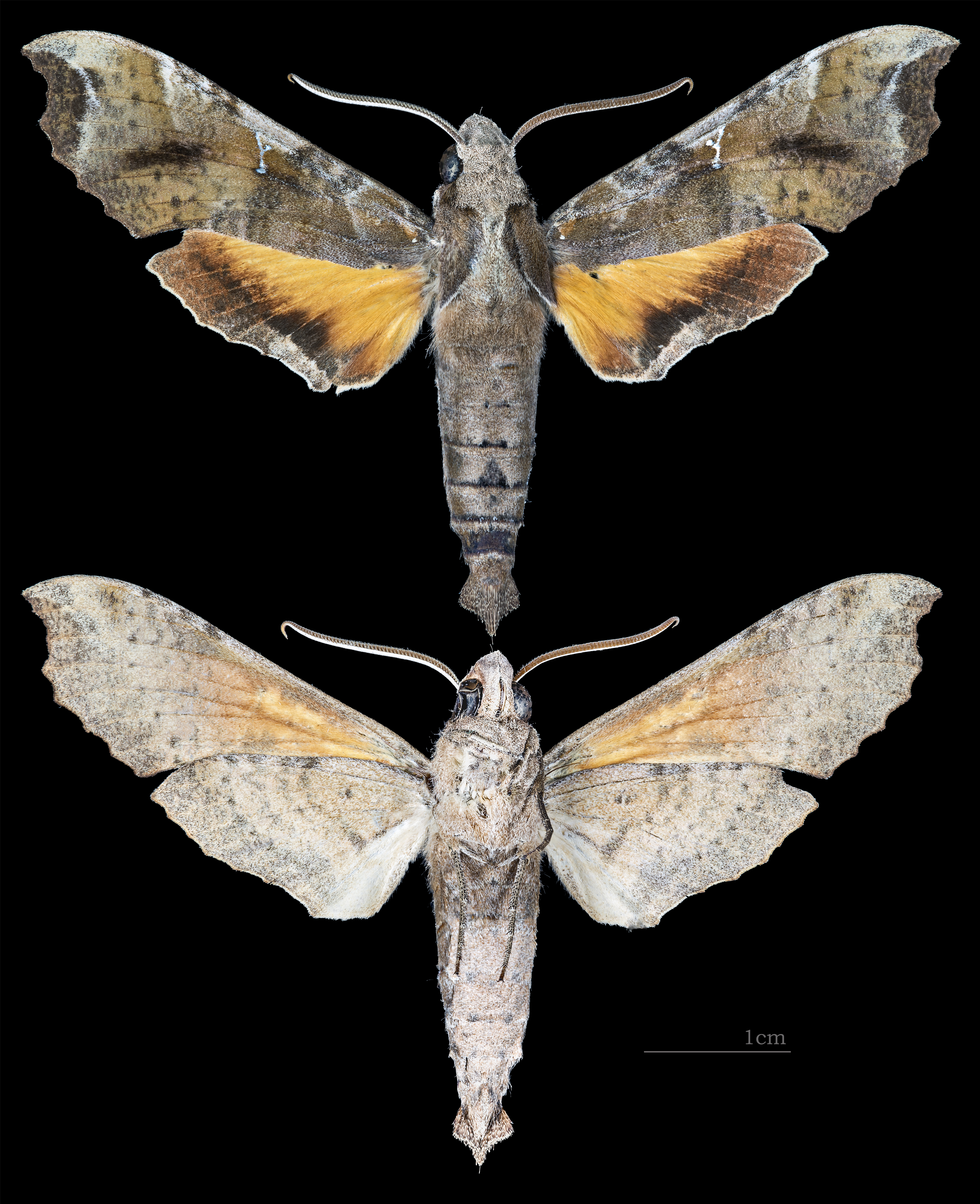
Callionima calliomenae
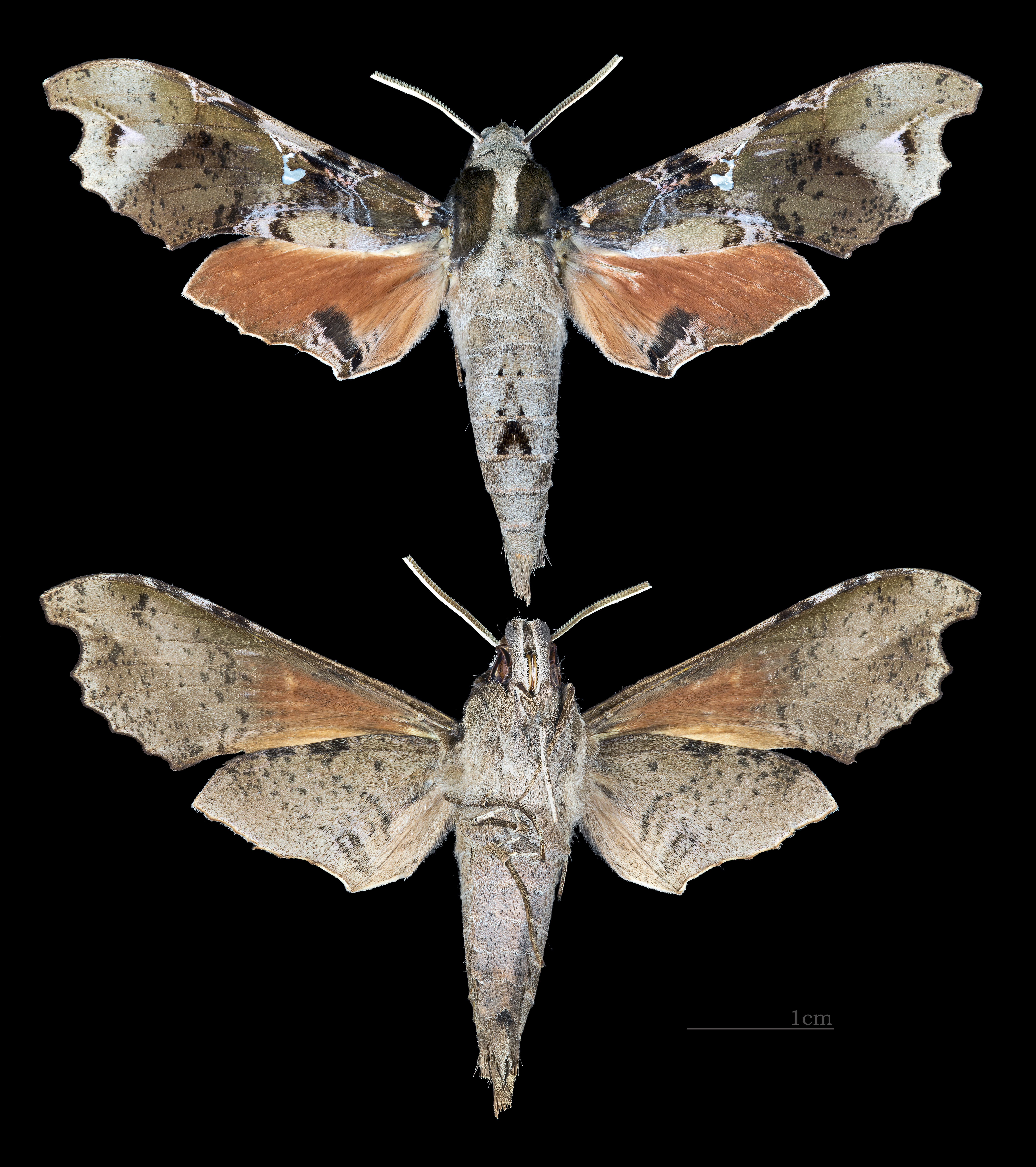
Callionima denticulata
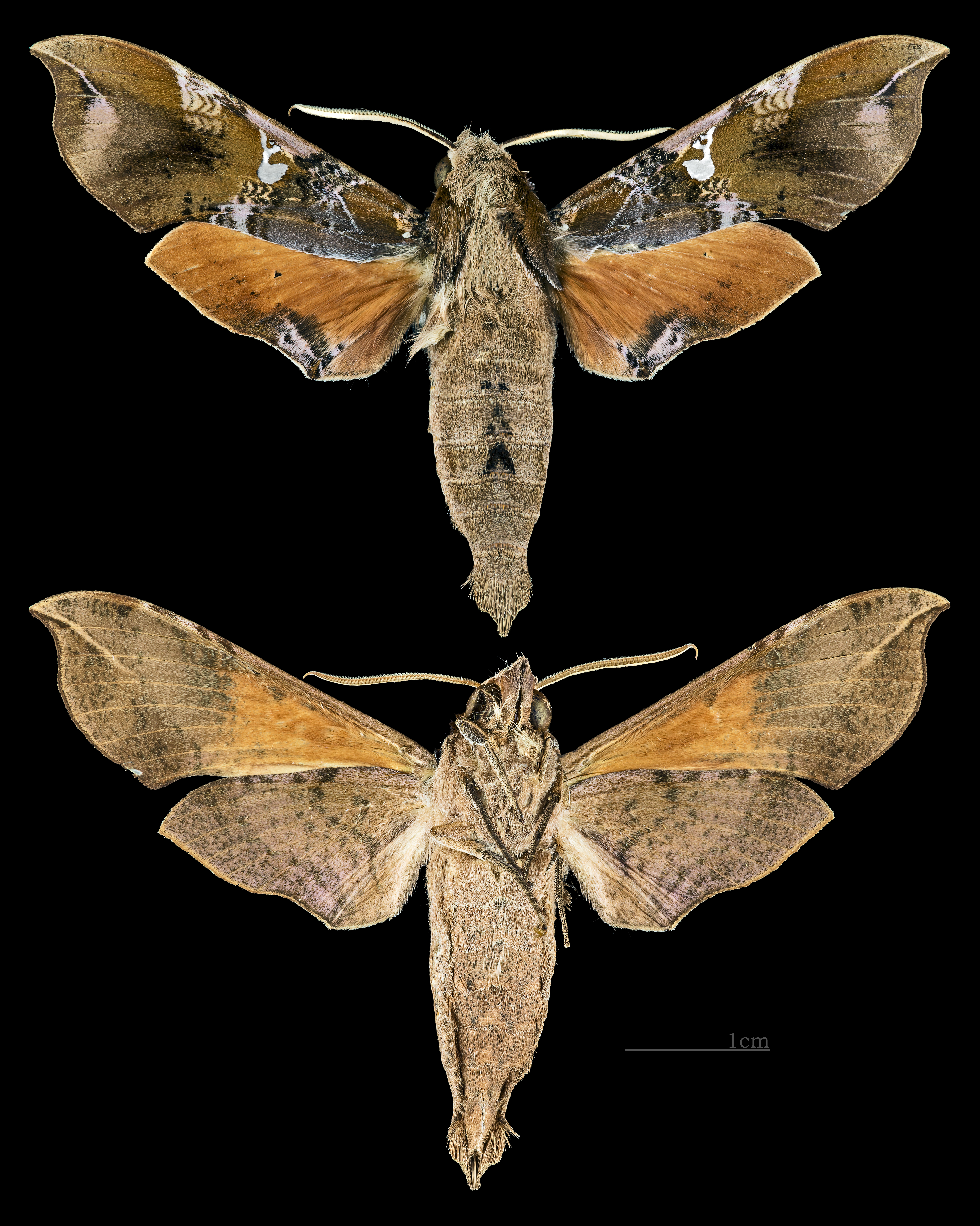
Callionima falcifera
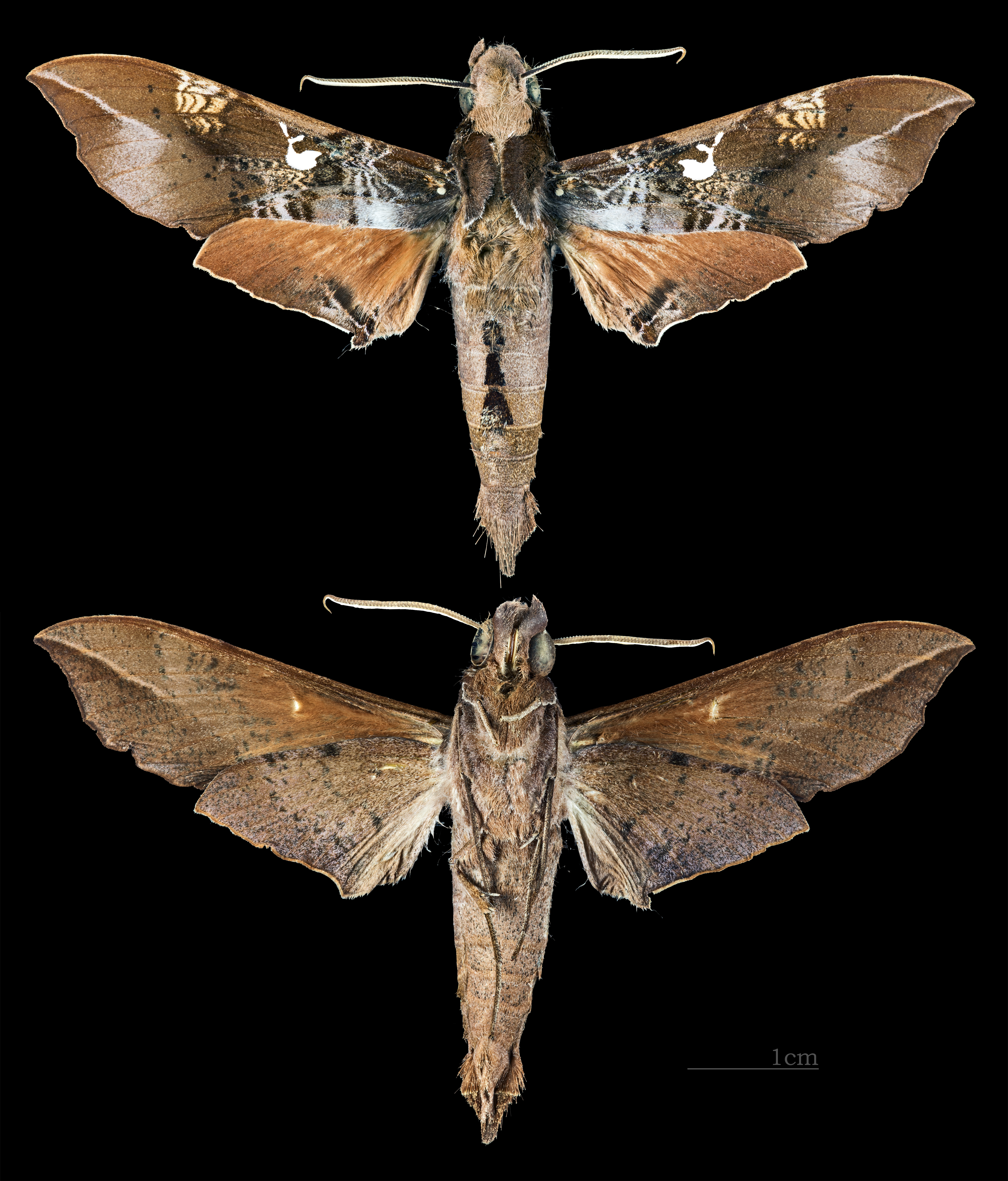
Callionima inuus
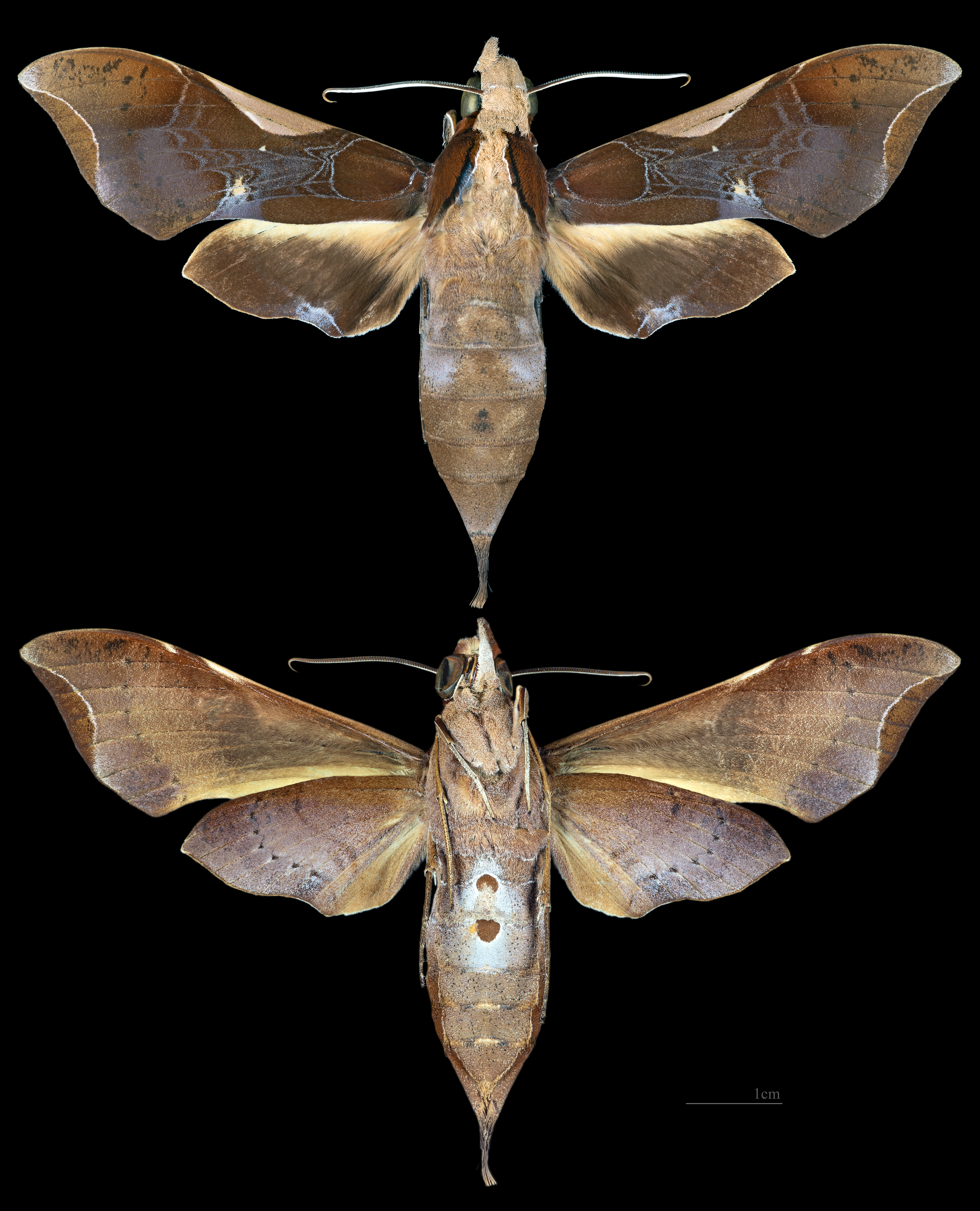
Callionima nomius
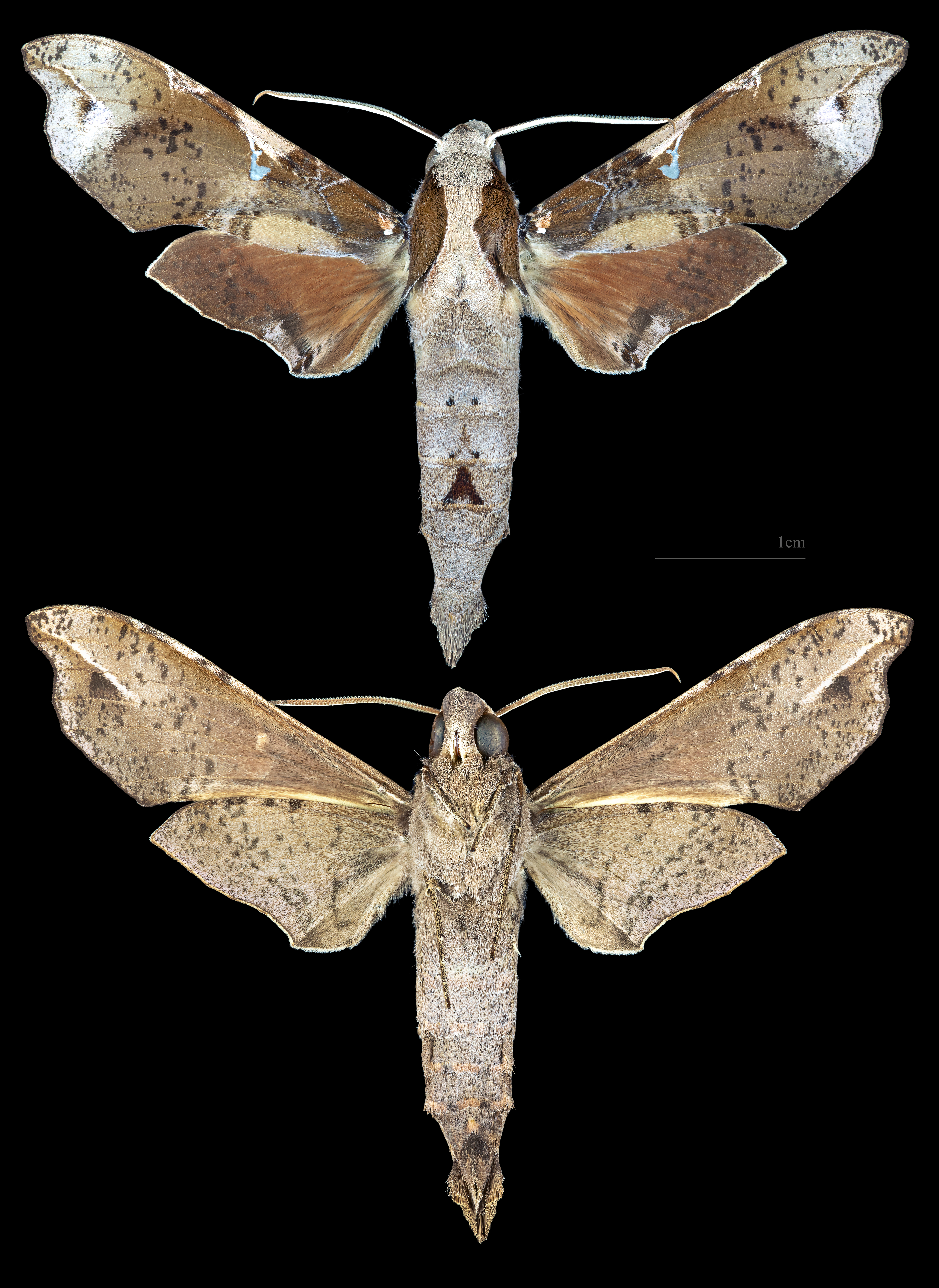
Callionima pan
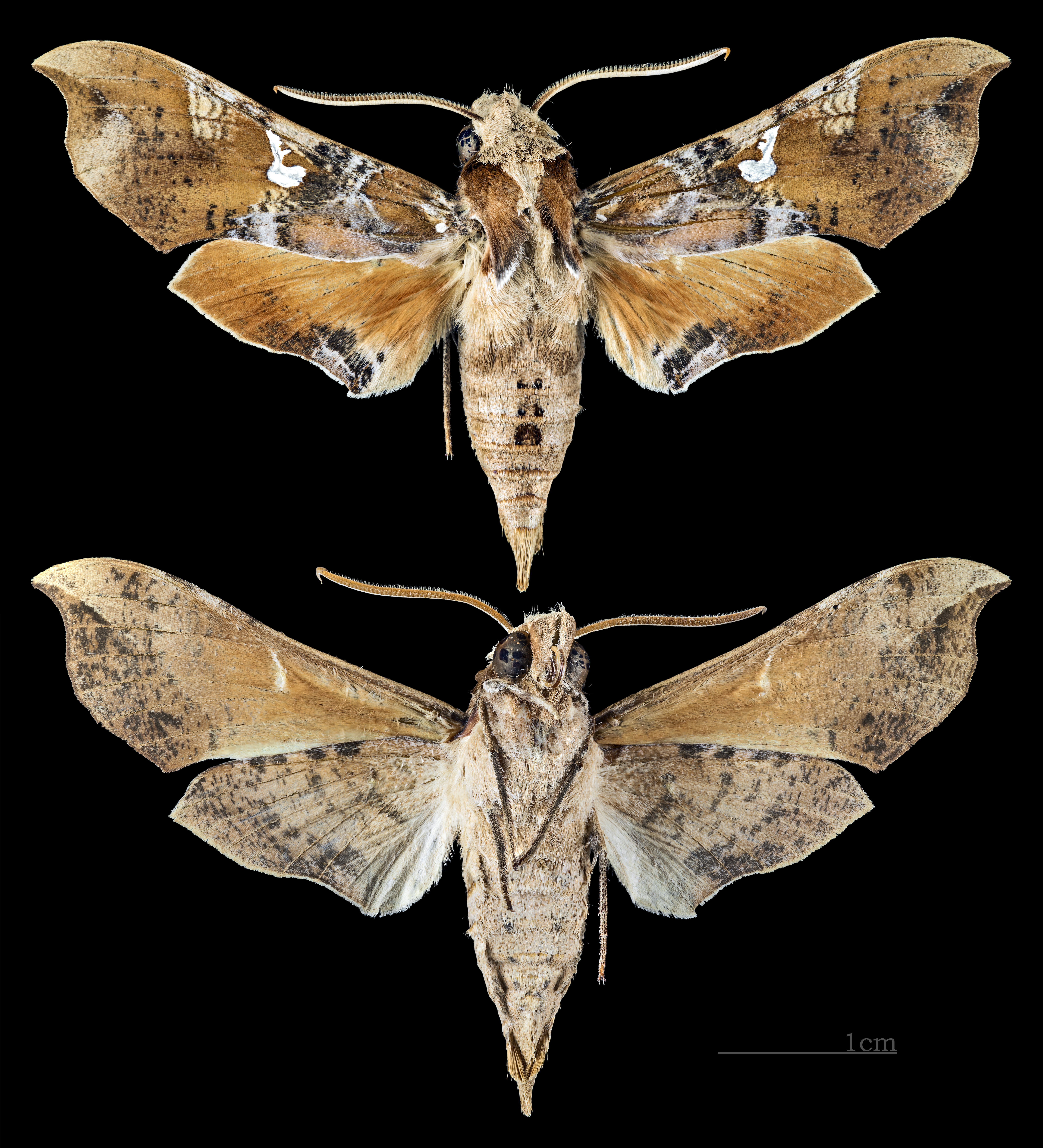
Callionima parce

## Belege